# Rolleicord

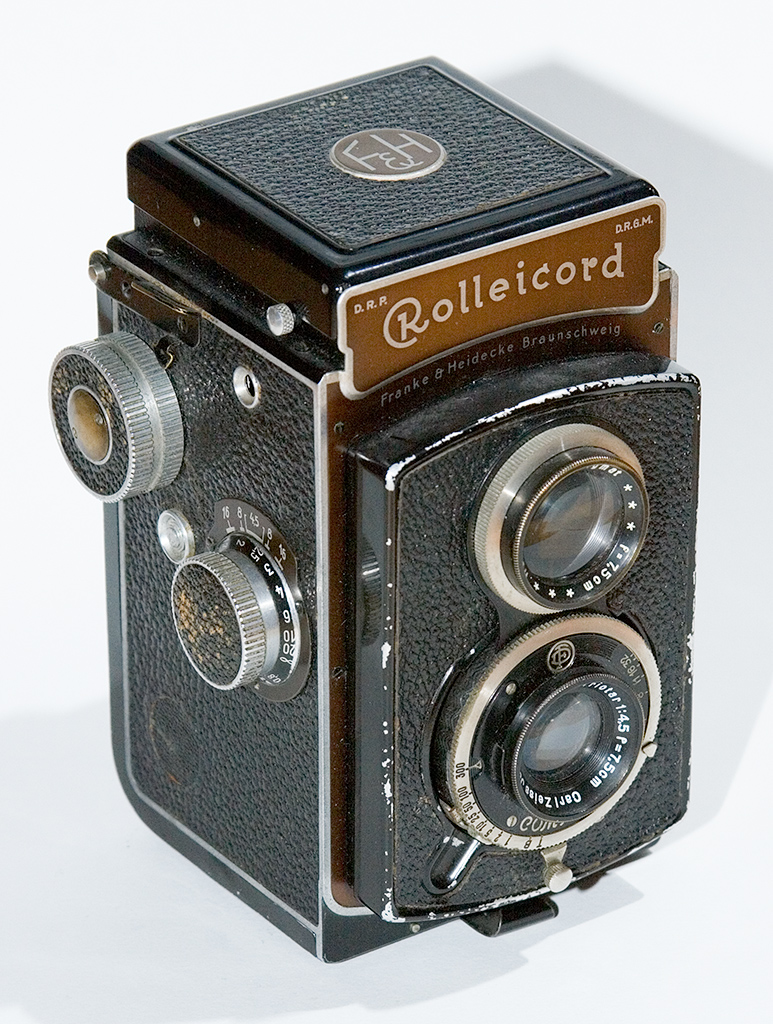
Rolleicord Ia

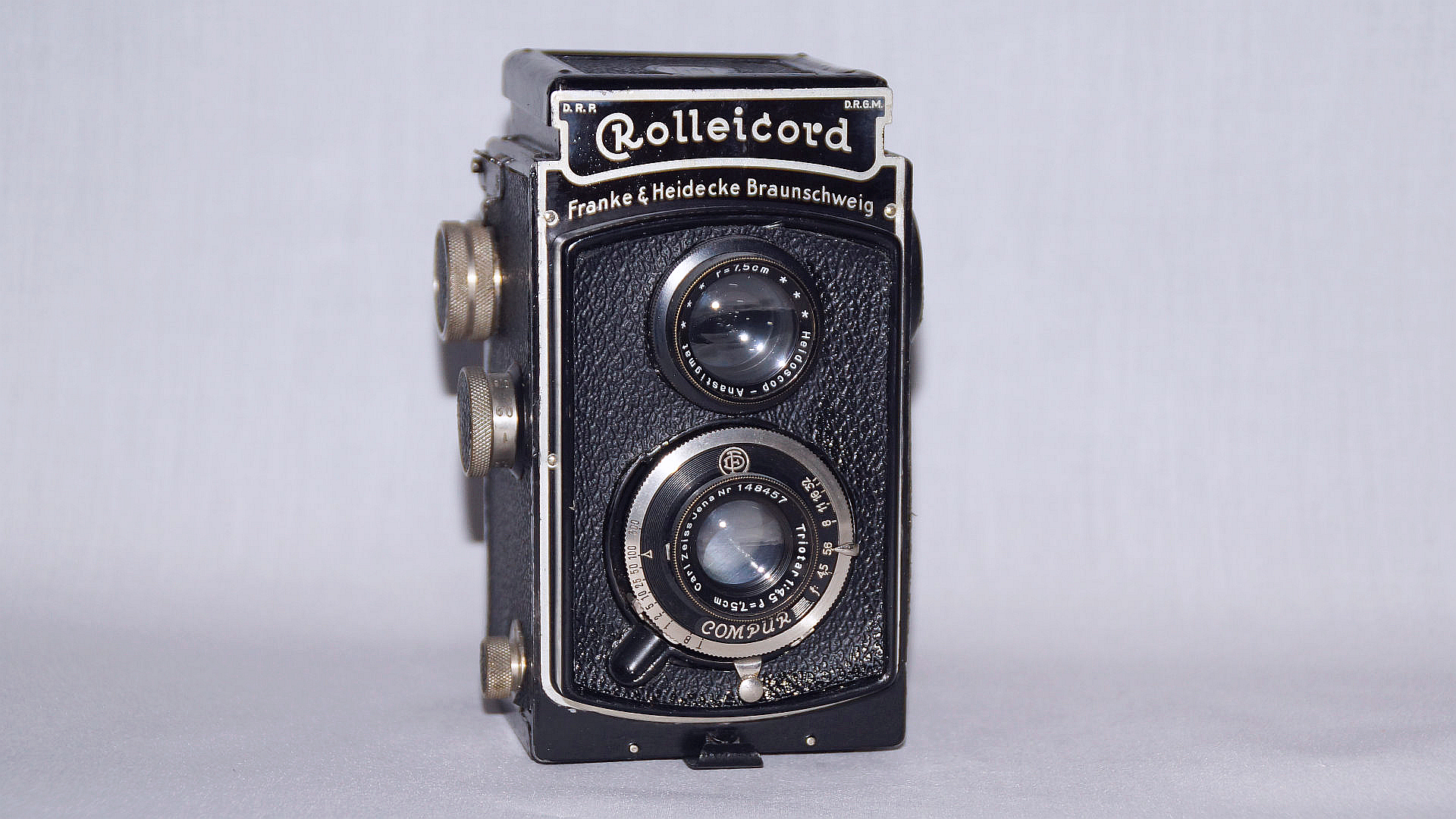
Rolleicord mit Carl Zeiss Triotar 75mm, Lichtstärke 1:4.5

Rolleicord ist die Markenbezeichnung für eine Reihe von zweiäugigen Mittelformat-Spiegelreflexkameras der Firma Franke & Heidecke (ab 1962: Rollei-Werke Franke & Heidecke) und die hochwertiger und komplexer konstruierten Schwestermodelle der Rolleiflex-Reihe für Rollfilm mit 6x6 cm-Negativen.
Die Rolleicord wurde 1933 von Franke & Heidecke erstmals vorgestellt. Zielgruppe war der Bereich der engagierten Amateure, die sich das teurere Modell Rolleiflex nicht leisten konnten, aber trotzdem eine hochwertige Kamera nutzen wollten. Diesem Motto getreu, wurden die Rolleicord-Modelle als abgespeckte Rolleiflex konzipiert. Der Unterschied besteht generell in den lichtschwächeren und etwas einfacheren Objektiven, einer etwas dunkleren Mattscheibe und einem Drehknopf mit separatem Verschlussspannhebel im Gegensatz zur praktischen Kurbel, die auch den Verschluss spannte, wie bei der Rolleiflex.
Allerdings hatte die Rolleicord schon ein Zählwerk und der Filmtransport stoppte ab Modell Ia automatisch, so dass man den Filmtransport nur noch beim Einlegen des Films durch das berühmte rote Fenster beobachten musste (ab Modell III Einlegemarke). Auf Bild Nr. 1 eingestellt wurde das Zählwerk zurückgestellt und das Fenster verschlossen.
Mit dem Zubehörteil Rolleikin, einem Umrüstsatz, kann man auch Kleinbildfilme in der Rolleicord aber auch in der Rolleiflex benutzen.
Die Rolleicord hat keinen Belichtungsmesser, sie verfügt aber über Belichtungstabellen, die sich auf der Kamerarückwand befinden. Einige Modelle besitzen einen Compur-Verschluss mit Lichtwerteingabe, bei dem man einfach den aus der Tabelle nach Lichtverhältnissen und ASA-Zahl ermittelten Lichtwert in den Verschluss eingibt und sich eine Blende-Zeit-Kombination einstellt. Verändert man nun die Belichtungszeit, ändert sich automatisch die Blende.
Wie die Rolleiflex wurde die Rolleicord in verschieden guter Qualität kopiert. Mit dem Niedergang der Mittelformatfotografie im Amateurbereich in den 1970er Jahren verloren die Rolleicord an Bedeutung und die Herstellung wurde mit dem Modell Vb (die Rollei-Kameras wurden immer mit römischen Ziffern bezeichnet) Januar 1977 eingestellt.
Auf Grund ihrer sehr robusten und langlebigen Bauweise und dem neuerlichen Aufkommen der hochqualitativen, analogen Schwarz-Weiß-Fotografie sind guterhaltene Exemplare der Rolleicord auch heute noch gesuchte Stücke.
Das Bild auf der rechten Seite zeigt eine Rolleicord Ia, die von 1936 bis 1947 hergestellt wurde.

## Rolleicord-Modelle
| Modell         | Produktionszeitraum | Sucherobjektiv                         | Aufnahmeobjektiv                                                                 | Beschreibung |
| -------------- | ------------------- | -------------------------------------- | -------------------------------------------------------------------------------- | --- |
| Rolleicord I   | 1933–1936           | Heidoskop / Heidoscop 4/75 mm          | Carl Zeiss Jena Triotar 1) 4,5/75 2)3,8/75 mm                                    | Belichtungszeiten: 1–1/300 s, Compur-Verschluss Filmzählwerk ohne Transportsperre                                                                             |
| Rolleicord Ia  | 1936–1947           | Heidoscop 4/75 mm                      | Carl Zeiss Jena Triotar 4,5/75 mm 1. Modell mit Filmzählwerk UND Transportsperre | |
| Rolleicord II  | 1936–1950           | Heidoscop 3,2/75 mm / z. T. ungraviert | Carl Zeiss Jena Triotar 3,5/75 mm Schneider Xenar 3,5/75 mm                      | spätere Modelle mit Bajonett an Aufnahme- bzw. Sucherobjektiv, ab 1949 (IIe) kürzeste Verschlusszeit 1/500 s, ab 11/1949 X-synchr., Aufnahmeobjektiv vergütet |
| Rolleicord III | 1950–1953           | Heidoscop 3,2/75 mm / z. T. ungraviert | Schneider Xenar 3,5/75 mm Carl Zeiss Jena Triotar 3,5/75 mm                      | Größere Sucherlupe, beide Objektive vergütet Einlegemarke statt Rotfenster                                                                                    |
| Rolleicord IV  | 1953–1954           | Heidosmat 3,2/75 mm                    | Schneider Xenar 3,5/75 mm                                                        | Blitzsynchronisation zwischen X und M umschaltbar, Sperre gegen Doppelbelichtung                                                                              |
| Rolleicord V   | 1954–1957           | Heidosmat 3,2/75 mm                    | Schneider Xenar 3,5/75 mm                                                        | Linearisierter Verschluss mit Selbstauslöser, moderneres Gehäusedesign                                                                                        |
| Rolleicord Va  | 1957–1961           | Heidosmat 3,2/75 mm                    | Schneider Xenar 3,5/75 mm                                                        | wie Rolleicord V, jedoch Adapter für Aufnahmen im Format 4×4 cm und 4×5,5 cm verwendbar                                                                       |
| Rolleicord Vb  | 1962–1977           | Heidosmat 3,2/75 mm                    | Schneider Xenar 3,5/75 mm                                                        | Sucher und Einstellscheibe auswechselbar |